# Mária Jozefa Karolina szász hercegnő
Szászországi Mária Jozefa (ismert korabeli ragadványnevén „szomorú Pepa”,  lengyelül: Maria Józefa Saska, franciául: Marie-Josèphe de Saxe, Drezda, Lengyel–Litván Unió, 1731. november 4. – Versailles, Francia Királyság, 1767. március 13.), a Wettin-ház alberti ágából származó szász (választófejedelmi) és lengyel királyi hercegnő, III. Ágost lengyel király és Habsburg Mária Jozefa főhercegnő leánya, aki Bourbon Lajos Ferdinánd második hitveseként francia trónörökösné, dauphine. Gyermekei között van három későbbi francia uralkodó, a forradalom alatt kivégzett XVI. Lajos, valamint a későbbi XVIII. Lajos és X. Károly király is.

## Élete

### Származása

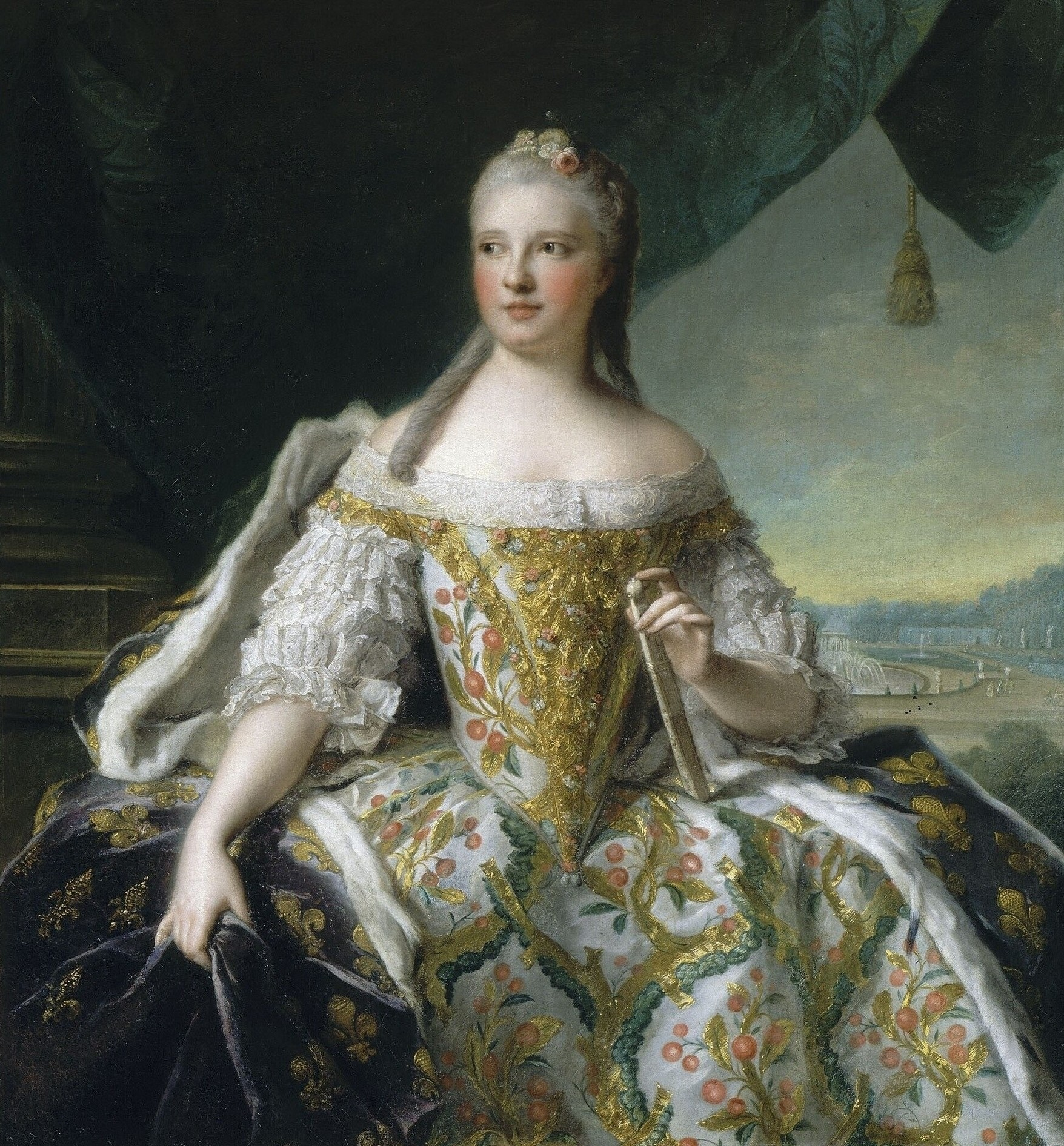
Mária Jozefa trónörökös hercegné (Dauphine), liliom-címeres díszruhában

Mária Jozefa Karolina szász hercegnő 1731-ben született Drezdában, a Szász Választófejedelemség székvárosában. Édesapja a Wettin-ház Albert-ágából való Frigyes Ágost szász trónörökös (1696–1763) volt, II. Ágost lengyel királynak (Erős Ágost, 1670–1733) és Christiane Eberhardine von Brandenburg-Bayreuth porosz hercegnőnek (1671–1727), címzetes lengyel királynénak egyetlen (törvényes) fia.
Édesanyja a Habsburg-házból származó Mária Jozefa osztrák főhercegnő (1699–1757) volt, I. József német-római császár, magyar és cseh király (1678–1711) és Vilma Amália braunschweig–lüneburgi hercegnő (1673–1742) legidősebb leánya, Mária Terézia főhercegnő, a későbbi császárné unokanővére.
Tizenöt testvér sorában Mária Jozefa hercegnő született kilencedikként:
1. Frigyes Ágost Ferenc Xavér (1720–1721) kisgyermekként meghalt.
2. József Ágost Vilmos Frigyes Ferenc Xavér János Nepomuk (1721–1728), gyermekként meghalt.
3. Frigyes Keresztély Lipót János György Ferenc Xavér (1722–1763), aki 1763-ban Szászország választófejedelme lett.
4. Egy halva született leány (*/† 1723)
5. Mária Amália Krisztina Franciska Xaveria Flora Walburga (1724–1760), aki 1738-ban III. Károly spanyol király felesége lett.
6. Mária Margareta Franciska Xaveria (1727–1734), gyermekkorában elhunyt.
7. Mária Anna Zsófia Szabina Angela Franciska Xaveria (1728–1797), aki 1747-ben III. Miksa bajor választófejedelemhez ment feleségül.
8. Ferenc Xavér Albert Ágost Lajos Benno herceg (1730–1806), Lausitz grófja, Szászország adminisztrátora.
9. Mária Jozefa Karolina (1731-1767), aki 1747-től Lajos dauphinnek (XV. Lajos francia király elsőszülött fiának) felesége,
10. Károly Krisztián József Ignác Eugén Ferenc Xavér (1733–1796), 1758–1763 között Kurland és Semgallen hercege.
11. Mária Krisztina Anna Terézia Salomea Eulália Franciska Xaveria hercegnő (1735–1782), csillagkeresztes hölgy, a remiremonti hercegi apátság főnökasszonya.
12. Mária Erzsébet Apollónia Kazimira Franciska Xaveria (1736–1818), csillagkeresztes hölgy.
13. Albert Kázmér Ágost Ignác Pius Ferenc Xavér (1738–1822), 1765-től Teschen hercege, 1780–1793 között Németalföld helytartója, aki Mária Krisztina osztrák főhercegnőt, Mária Terézia leányát vette feleségül.
14. Klement Vencel Ágost Hubertus Ferenc Xavér (1739–1812), Trier hercegérseke és választófejedelme, Augsburg püspök-fejedelme (Fürstbischof).
15. Mária Kunigunda Dorottya Hedvig Franciska Xaveria Florentina (1740–1826) csillagkeresztes hölgy, Münsterbilsen kanonisszája, Thorn és Essen főapátnője.

1733-ban Mária Jozefa hercegnő apja megörökölte elhunyt nagyapja trónjait: II. Frigyes Ágost néven Szászország választófejedelme, III. Ágost néven Lengyelország királya és Litvánia nagyhercege lett. Valamennyi gyermeke felvehette a lengyel királyi herceg(nő)i és szász herceg(nő)i (Kurprinz(essin) von Sachsen) címet.

### Házassága
1747. január 10-én a 16 éves Mária Jozefa lengyel királyi hercegnő képviselők útján (per procurationem) házasságot kötött a Bourbon-házból származó Lajos Ferdinánd herceggel (1729–1765), XV. Lajos francia király és a Leszczyński-házból való Mária Zsófia lengyel királyi hercegnő legidősebb fiával, Franciaország trónörökösével (Dauphin de France). A pár ünnepélyes esküvőjét 1747. február 9-én tartották a versailles-i királyi kastélyban.
Ő lett a 18 éves Lajos Ferdinánd herceg második felesége. A dauphin első asszonya, Mária Terézia Rafaella spanyol infánsnő (1726–1746) egy évvel korábban, 1746. július 22-én hunyt el, első leányuk megszületésekor. A második házasság létrejöttében döntő szerepe volt Hermann Moritz von Sachsen grófnak (1696–1750), Erős Ágost törvénytelen fiának, Mária Jozefa hercegnő nagybátyjának, aki Madame de Pompadourt, a király szeretőjét és rajta keresztül magát a királyt is meg tudta győzni arról, hogy a szász–lengyel dinasztiából való házasodás előnyös lesz a francia külpolitika számára.
A trónörökös párnak 9 élő gyermeke született, de közülük is hárman meghaltak gyermekkorukban:
- Egy halva született gyermek (*/† 1748)
- Egy halva született gyermek (*/† 1749)
- Mária Zefirina (1750–1755), kisgyermekként meghalt.
- Lajos József Xavér (1751–1761), Burgundia hercege, gyermekként meghalt.
- Egy halva született leány (*/† 1752)
- Xavér Mária József (1753–1754), Aquitánia hercege, gyermekként meghalt.
- Lajos Ágost (1754–1793), Berry hercege, 1774-től XVI. Lajos király. 1793-ban a francia forradalom során kivégezték.
- Lajos Szaniszló (1755–1824), Provence grófja, 1815-től XVIII. Lajos király.
- Károly Fülöp (1757–1836), Artois grófja, 1824-től X. Károly király.
- Mária Adelheid Klotild (1759–1802), IV. Károly Emánuel szárd–piemonti király felesége.
- Erzsébet Filippina Mária (1764–1794), Madame Elisabeth, akit 1794-ben a francia forradalom idején kivégeztek.

Az új dauphine személye konfliktust jelentett anyósával, Leszczyńska Mária királynéval, hiszen Mária Jozefa annak a II. (Erős) Ágost lengyel királynak unokája volt, aki Leszczyński Szaniszlót és családját elüldözte hazájából, és bérgyilkosokat küldött rá. A francia udvar protokollja szerint a hercegnőknek édesapjuk vagy nagyapjuk képével díszített karkötőt illett hordaniuk. Első találkozásukkor a 15 éves Mária Jozefa megmutatta Leszczyńska Mária királynénak saját karkötőjét, amelyen Leszczyński Szaniszló arcképe volt: „Házasságom révén saját nagyapámnak tekintem őt,” tette hozzá. E gesztussal megnyerte magának a királyné jóindulatát.

### Élete a francia királyi udvarban
A házasság szilárdnak bizonyult. Férjéhez hasonlóan a trónörökösné (Dauphine) is mélyen vallásos és szigorú erkölcsű személyiség volt. Férje oldalán megtalálta a boldogságot. A házaspár nem keveredett bele a francia udvar – benne maga a király – végletesen szabados életvitelébe, amelyet mindketten erkölcstelennek ítéltek. A két asszony, a trónörökösné és a királyi szerető ennek ellenére bizalmas és szeretetteljes viszonyban maradt egymással. A Dauphine mindvégig hálás volt Madame de Pompadournak házassága támogatásáért.
1756-ban, a hétéves háború során szülőhazáját, Szászországot elfoglalták és felprédálták II. Frigyes porosz király csapatai. Édesanyja, Mária Jozefa főhercegnő (1699–1757) belehalt az átélt megrázkódtatásokba.
Anyósával, a király által eltaszított Leszczyńska Mária királynéval együtt bőkezűen támogatta a művészeket. Hírneves zeneszerzőket és énekeseket hívtak meg Versailles-ba, a királyné és a dauphine szalonjában 1764-ben Mozart is adott koncertet.
Mária Jozefa hercegnő általában távol tartotta magát a politizálástól. Egyetlen alkalommal, 1762-ben lépett fel aktívan a jezsuita rend érdekében, de eredménytelenül. A jezsuita rend franciaországi szervezetét a király a felvilágosult Choiseul miniszter és Madame de Pompadour ösztönzésére oszlatta fel. (1764-ben, Madame de Pompadour halála után Choiseul konzervatív politikai ellenfelei felülkerekedtek és meg is buktatták a minisztert).
A gyermekek születését sok tragédia kísérte. 1751-ben, az első gyermekek elvesztése után megszületett az első fiú, Lajos József Xavér herceg, aki Burgundia hercegének címét kapta. Ezt a címet utoljára apai nagyapja, az 1712-ben elhunyt Lajos királyi herceg (Louis de France, 1682–1712), XIV. Lajos király unokája viselte. Az elsőszülött fiú, akinek kiemelkedő értelmi képességei és kiemelkedő tehetsége már gyermekként megmutatkozott, az egész királyi család kedvence lett. Mivel apja, Lajos Ferdinánd trónörökös volt XV. Lajos egyetlen élő fia, Burgundia hercege volt a francia trón várományosa.
Burgundia hercege azonban 10 éves korában, 1761-ben tuberkulózisban meghalt. Legidősebb öccse, az 1753-ban született Aquitánia hercege már egyéves korában meghalt. A trón várományosainak sorában az addig elhanyagolt, nem uralkodásra nevelt ifjabb hercegek, Lajos Ágost, Lajos Szaniszló és Károly Fülöp következtek. A sors úgy hozta, hogy később mindhárman, egymást követve Franciaország uralkodói lettek.

### Özvegysége, halála
Legkisebb leányuk, Erzsébet hercegnő születése után másfél évvel, 1765. december 20-án Lajos Ferdinánd trónörökös is meghalt tuberkulózisban. Szeretett férjének elvesztése súlyos csapásként érte Mária Jozefát. Mindvégig a haldokló mellett maradt, önfeláldozóan gondozta őt. Apósa, XV. Lajos is mély részvéttel fordult menye felé. A király úgy rendelkezett, hogy az özvegy trónörökösné számára rendezzék be az 1764-ben elhunyt Madame de Pompadour lakosztályait, a királyi lakosztály közelében. Itt a király rendszeresen felkereste menyét, együttesen döntöttek az unokák neveltetéséről, kiházasításáról, és más családi ügyekről.
Férjének halála után legidősebb fia, Lajos Ágost, Berry hercege lett az új trónörökös. A királyi diplomácia Mária Antónia osztrák főhercegnőt, Mária Terézia császárné legifjabb leányát szemelte ki feleségnek. Az özvegy Mária Jozefa nem örült a Habsburg-házasság gondolatának, és 1766-ban még elérte apósánál, hogy fagyasszák be a Béccsel folytatott tárgyalásokat.
Egészségi állapota azonban gyorsan romlott. Tuberkulózisban szenvedett, ugyanabban a betegségben, amelyben férje és fia is elhunytak. A 36 éves hercegné 1767. március 13-án halt meg Versailles-ban. A francia királyi család hagyományos temetkezőhelyén, a Saint-Denis apátság (Basilique Saint-Denis) kriptájában temették el. Halála után három évvel, 1770 tavaszán fiához, Lajos Ágost trónörököshöz mégis Mária Antónia főhercegnőt adták feleségül.

### A „szomorú Pepa” hercegnő
Életében számos családi tragédia sújtotta, ezek kikezdték kedélyét. Apósa, XV. Lajos, aki nagyon szerette őt, kedveskedő részvéttel „szomorú Pepának” becézte.
1752-ben, 25 évesen meghalt szeretett sógornője, Anna Henrietta francia királyi hercegnő (1727–1752). 1755-ben, 5 évesen meghalt a leánya, Mária Zefirina hercegnő. 1757-ben meghalt az édesanyja, hazáját idegen hódítók dúlták fel. Apósa megsérült egy merényletben. 1759-ben, 32 évesen meghalt másik szeretett sógornője, Lujza Erzsébet francia királyi hercegnő (1727–1759), Anna Henrietta ikernővére. 1761-ben, 10 éves korában meghalt legidősebb fia, Lajos József, a kijelölt dauphin. 1763-ban elhunyt az édesapja, III. Ágost lengyel király, és 22 éves unokahúga, Izabella Bourbon–parmai hercegnő, XV. Lajos legidősebb unokája, aki Versailles-ban nevelkedett, amíg feleségül nem ment II. József császárhoz. 1764-ben meghalt bizalmas barátnője, Madame de Pompadour. 1765-ben elveszítette 36 éves férjét, Lajos dauphint, és sógorát, I. Fülöp parmai herceget.

## Külső hivatkozások
- http://www.thepeerage.com/p10124.htm#i101232 Családi, életrajzi adatai.